# Pubblica Assistenza Croce Bianca Genovese
La Pubblica Assistenza Croce Bianca Genovese è un'organizzazione di volontariato (ex ONLUS) che opera nei settori dell'emergenza sanitaria, servizio sanitario, protezione civile, accoglienza e assistenza umanitaria.

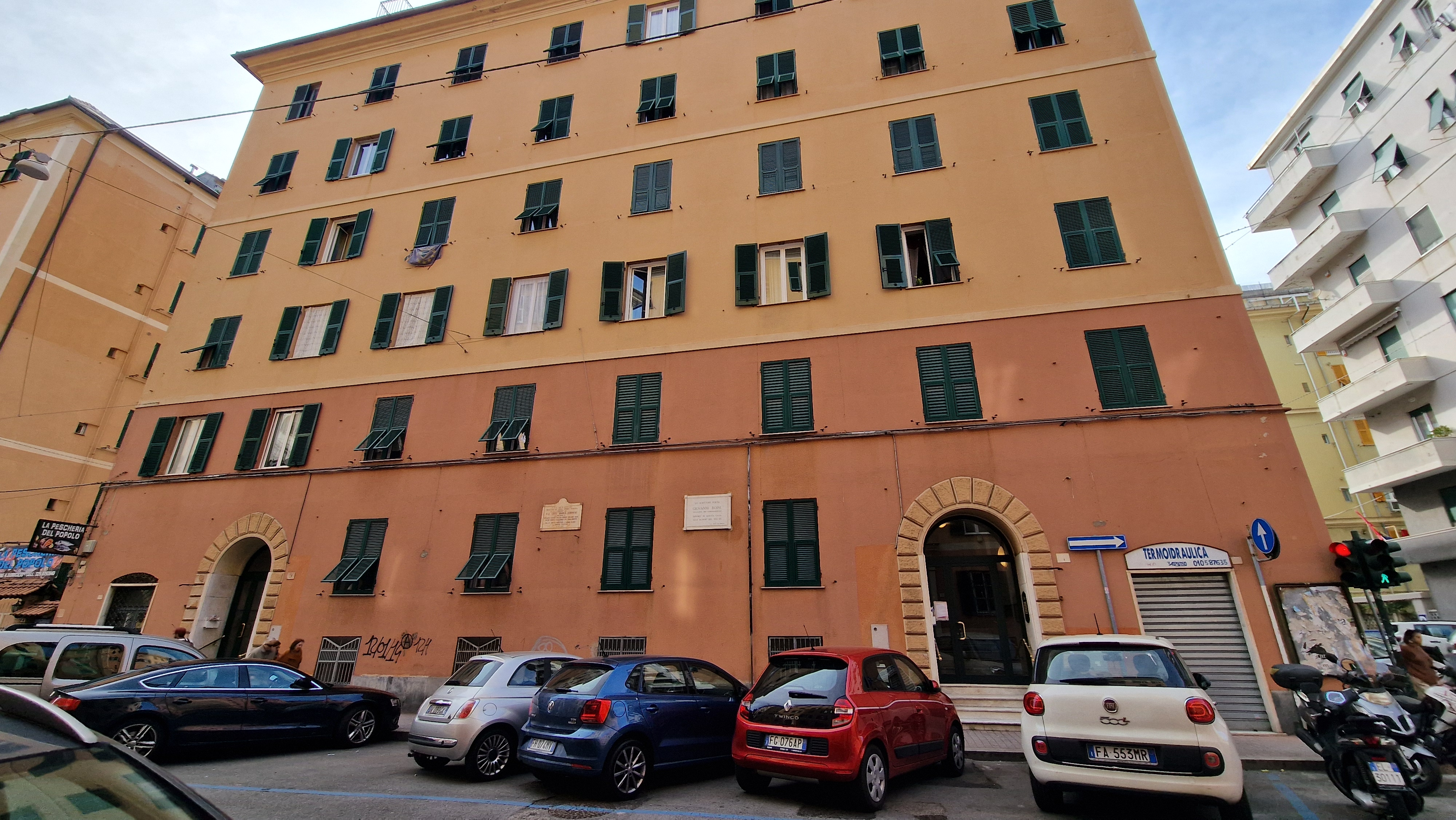
Il palazzo di via della Libertà 9, a Genova, ove il 5 novembre 1905 venne fondata la Croce Bianca Genovese. Tutt'oggi è presente una targa commemorativa.

## Struttura
- La P.A. Croce Bianca Genovese ha sede in piazza Palermo 25r a Genova, con due distaccamenti: Carignano in via di Santa Chiara e Borgoratti in via Posalunga.
- È formata da un CDA composto da 11 consiglieri e la direzione operativa, vanta di oltre 300 volontari attivi e 50 dipendenti che, insieme ai volontari, garantiscono la continuità di servizio h24.
- L'associazione fa parte anche della Protezione Civile con personale volontario formato e 3 mezzi di proprietà: un Iveco adibito a PMA (postazione medica avanzata), un Defender allestito come autoambulanza ed una Dacia Duster mezzo 4x4.
- Nella sede di Piazza Palermo e nel Distaccamento di Borgoratti sono presenti ambulatori infermieristici al servizio della cittadinanza.

## Origini
Zeffiro Sessarego (materassaio), Silvio Burlando (verniciatore), Enrico Cailani (tipografo), Umberto Vigna (falegname) e i commercianti Giovanni Battista Casagrande e Umberto Dallera, la sera del 5 novembre del 1905 si riunirono in via della Libertà 9, a Genova, nel Circolo Giovanile Ricreativo Socialista, per creare un qualcosa di importante: la Croce Bianca Genovese.
L’idea trasse ispirazione dal ricordo di una storica pubblica assistenza creata nel luglio del 1884 in piazza Paolo da Novi nei locali della “Mutua Umanità” (l’esatta denominazione di questa società di Mutuo Soccorso era “Umanità fra i Volontari della Croce Bianca” dal lunario del 1888). Tale pubblica assistenza nella “località oltre il Bisagno” (così veniva anche definita la zona della Foce) aveva operato durante il colera di quell’anno. Gli inizi della nuova Croce Bianca non furono facili perché la P.A. fu addirittura accusata di essere un covo di sovversivi, ma le numerose adesioni alla novella pubblica assistenza ebbero la meglio e così con l’acquisto di una lettiga dalla consorella di Sampierdarena, finalmente, iniziò il servizio di pronto soccorso nella prima sede di vico Lorenzo Pareto.

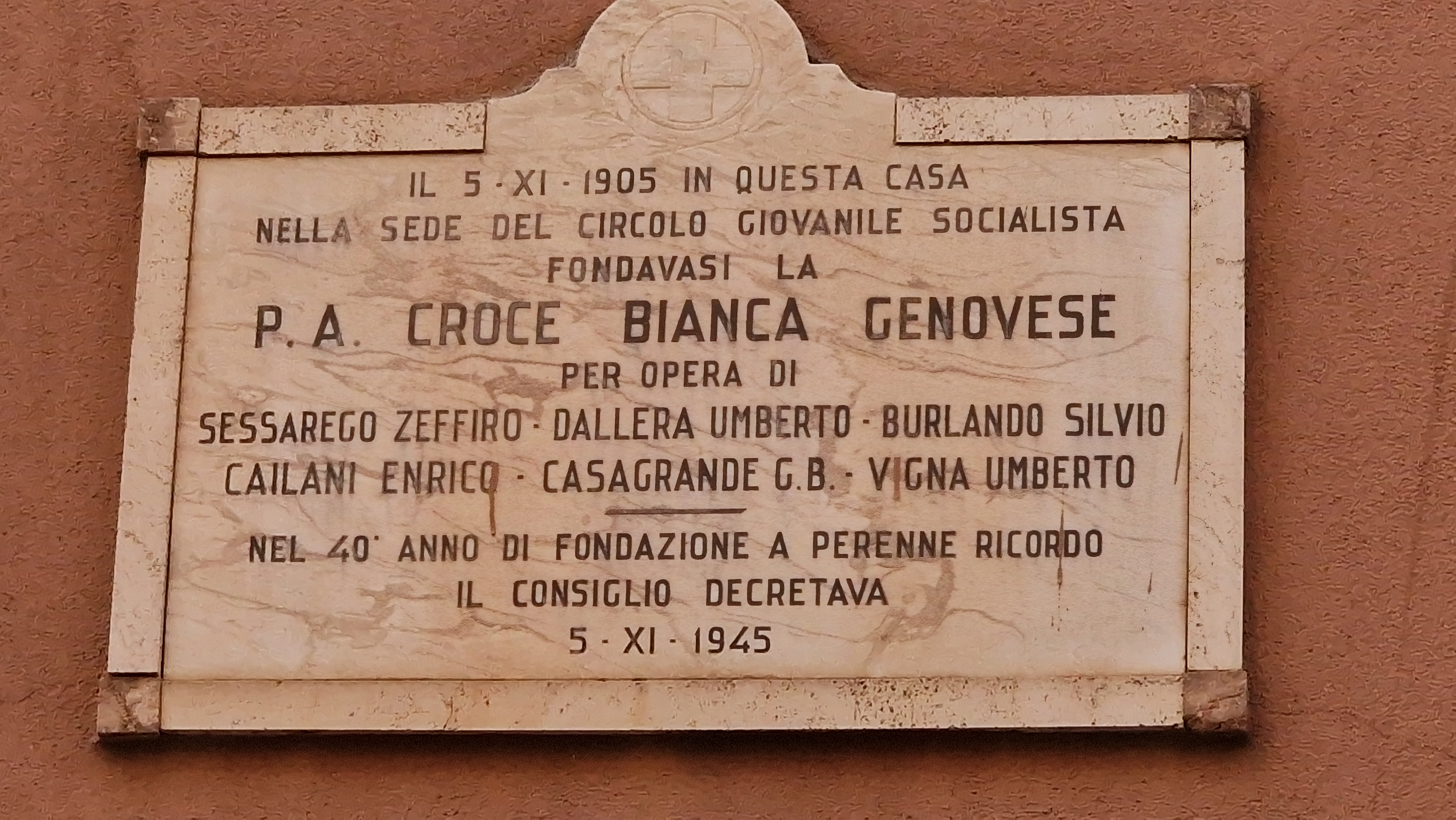
La targa posta sulla facciata del civico 9 di via della Libertà nel 1945, in occasione del 40° anniversario dalla fondazione della Croce Bianca Genovese.

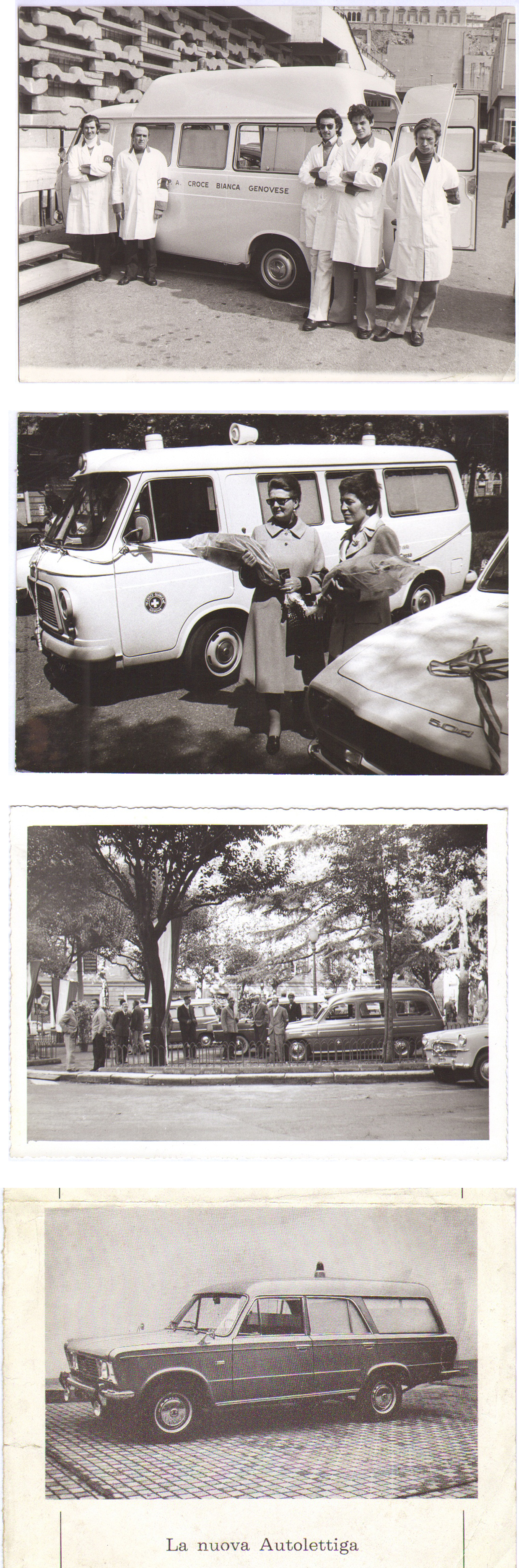
Alcune foto storiche di automezzi della Croce Bianca Genovese

La Croce Bianca Genovese si mise rapidamente in luce nel corso degli anni. A dicembre 1906 venne organizzata dai militi della P.A. una “passeggiata di Beneficenza” con partenza a mezzogiorno da piazza Paolo da Novi: divisi in tre gruppi, i militi e i cittadini della Foce furono accompagnati nel percorso da altrettante bande musicali.
Nei primi giorni del 1907, un tredicenne, Luigi, mentre si divertiva con un tornio nell’officina di ottoniere di suo padre in Corte Lambruschini, si fece male a una mano e venne prontamente accompagnato dalla Croce Bianca all’ospedale Pammatone. Ad aprile dal cantiere ODERO si levarono grosse fiamme attorno al piroscafo “Re Vittorio” creando un grande spavento tra gli operai. Ci furono solamente alcuni feriti trasportati all’ospedale dalla Croce Bianca, insieme alla consorella Croce Verde. I militi, oltre al loro compito, aiutarono i pompieri a spegnere il fuoco.
Il primo collaudo su vasta scala della giovane istituzione avvenne tre anni dopo la sua fondazione, nel 1908: un terremoto aveva fatto di Reggio Calabria e di Messina un tragico monte di rovine. Tutta la Nazione fu allora mobilitata nell'opera di salvataggio e di soccorso; al generoso plebiscito non mancò. e non poteva mancare, la Croce Bianca Genovese. Una numerosa e attrezzatissima squadra di militi fu inviata sul posto. Per l'opera generosa, benefica, notevole e meritoria di questi uomini, la bandiera sociale fu decorata con le medaglie d'argento e il diploma d'onore conferiti dal Ministero dell'Interno.
A settembre del 1908 la Croce Bianca organizzò una grande festa per i propri militi e per l’inaugurazione della lapide in memoria di Angelo Capurro, primo presidente della Pubblica Assistenza. Nel pomeriggio, un corteo con alla testa la squadra ciclisti della Croce Bianca si avviò al teatro Nazionale per la premiazione dei militi.
Altra festa e premiazione dei militi della P.A. nel 1909, con all’attivo ben 1892 soci. In apertura della festa il presidente ricordò che nel 1907 furono aperte due sezioni e l’anno dopo le stesse arrivarono a cinque, in serata si tenne il banchetto sociale nella trattoria del Nino in via Montesuello. Negli anni della grande guerra nella rubrica “Dal fronte saluti” del “Il Lavoro” si trovano parecchi saluti mandati dai soldati alle loro famiglie, fidanzate e amici. In uno di questi invii, nel 1917, un gruppo di soldati salutava anche la Croce Bianca.
Domenica 23 maggio 1920 fu inaugurata una lapide in memoria di sette soci caduti in guerra.
Il 13 novembre del 1922 avvenne l’inaugurazione dei nuovi locali di piazza Palermo (che ancora oggi ospitano la sede principale e al piano superiore gli uffici amministrativi) e il giorno successivo il corteo con bandiere, bande musicali si avviò per la premiazione dei militi al Teatro Carlo Felice.
In occasione della festa del 26° anno di fondazione (novembre 1931) le fonti storiche contano a disposizione della P.A. 14 carri-lettiga, una moto-carrozzetta con barella, tre modernissime autoambulanze ed un ospedaletto da campo.
Sulla facciata del civico 9 di via della Libertà, a Genova-Foce, è tutt'oggi presente una targa commemorativa posta il 5 novembre 1945 in occasione del 40° anniversario dalla fondazione della Croce Bianca Genovese.

## La prima "Automedica"
La Croce Bianca Genovese annovera tra i propri mezzi storici anche la prima "automedica", ossia un veicolo atto a trasportare professionalità e strumentazioni per il soccorso medico avanzato in appoggio all'ambulanza.

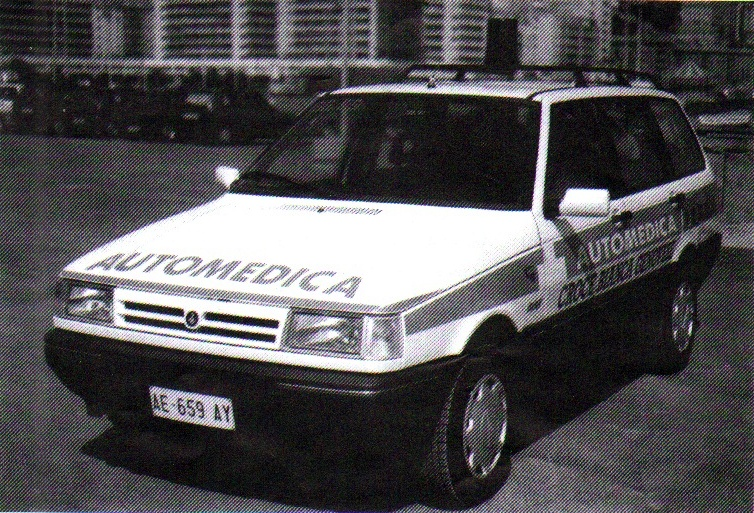
L'automedica inaugurata nel 1995

In funzione da anni insieme alle "autolettighe", nel 1995 tale veicolo è stato rinnovato e una nuova auto è entrata nel parco macchine della Pubblica Assistenza: si trattava di una Elba Innocenti 1.6, che conciliava le proprie caratteristiche con le più avanzate esigenze estetiche, stilistiche e funzionali. L'allestimento interno permetteva una più ordinata disposizione delle apparecchiature, grazie a un carrello estraibile sul quale vennero allineati il defibrillatore, l'aspiratore, le bombole d'ossigeno portatili, la cassetta contenente i farmaci d'emergenza, quella delle flebo e il contenitore frigo.
L' "automedica" rappresenta tutt'oggi un servizio indispensabile al cittadino e, ancor più in passato, era fondamentale renderlo più efficente e al passo con i tempi. Attualmente la Croce Bianca Genovese non gestisce più tale servizio che è operato H24 presso altre postazioni sparse per il territorio cittadino in convenzione con altre Pubbliche Assistenze.

## Gruppi e progetti
- Il primo settembre 2014 nasce il Gruppo Giovani (YoungER) un gruppo formato dai ragazzi volontari di età compresa tra i 16 e 23 anni, con l'obiettivo di organizzare esercitazioni, eventi e manifestazioni oltre a partecipare, naturalmente, alle attività dell'associazione.
- Sempre nell'anno 2014 si concretizza il progetto Soccorso a Cavallo. Questo progetto nasce dall'amore per l'equitazione e il soccorso, destinato a mantenere presente il servizio di soccorso anche durante manifestazioni ed eventi. Il personale a cavallo è dotato di tutto il materiale di primo soccorso ed un DAE (defibrillatore automatico esterno).
- La Croce Bianca Genovese è madrina del Progetto Scuole, col fine di istruire gli studenti circa le manovre di rianimazione e disostruzione: sono decine le classi incontrate annualmente, in prevalenza secondarie di II grado.

## Autoparco
La Croce Bianca Genovese dispone di 32 automezzi (2025), di cui 14 mezzi di soccorso di base (ambulanze/centri mobili di rianimazione), 2 automediche, 14 veicoli per trasporti sanitari/sociali, un Ambulatorio mobile e un Posto medico avanzato.
Tra i mezzi di soccorso di base rientrano anche la 3-275 (Piaggio Porter 4x4), peculiare per le sue dimensioni ridotte che consentono di effettuare manovre e trasferimenti in spazi ristretti e/o impervi, e la 3-271 (Land Rover Defender 4x4), fuoristrada adibito a Unità Soccorsi Speciali dotato anche di barella verricellabile da elicottero.

## Centro di formazione
Nel 2019 è stato inaugurato, nei locali di Piazza Palermo 7r canc., attigui alla sede principale, il Centro Formazione della Croce Bianca Genovese, in seguito intitolato alla memoria di Giacomo Ottonello, Consigliere e Direttore sanitario dell'Associazione scomparso nel 2020.
Il Centro si compone di un'aula formazione da 60 posti con lavagna elettronica touchscreen (LIM), notebook, impianto audio amplificato e condizionamento e di un'aula riunioni da 20 posti per sessioni pratiche, magazzino presidi e simulatori, servizi igienici e parcheggio privato.

## Servizi
Oltre alla copertura h24 7/7 del servizio di emergenza/urgenza territoriale in convenzione con ASL3 Genovese e 118 Genova Soccorso, la Croce Bianca Genovese offre molti altri servizi:
- Trasporti sanitari
- Trasporti sociali
- Telesoccorso
- Assistenze sanitarie in occasione di eventi e manifestazioni
- Corsi di formazione per aziende e per la sicurezza sul lavoro
- Corsi di formazione per Soccorritori volontari[6]
- Incontri per la cittadinanza e attività nelle scuole
- Guardia medica (fornitura di autista e locali ospitati in convenzione con ASL3 presso il Distaccamento Carignano)
- Guardia medica/pediatrica/infermieristica privata
- Ambulatori medico/infermieristici (presso le sedi di Piazza Palermo e Via Posalunga)
- Assistenza e accoglienza umanitaria con gestione di CAS nel territorio della Città Metropolitana di Genova

## Servizio Civile Universale
Ogni anno decine di ragazze e ragazzi presentano la candidatura per svolgere il Servizio Civile Universale in Croce Bianca Genovese: in media sono circa 10 i posti offerti annualmente, nell'ambito di progetti regionali ANPAS per l'assistenza ai più fragili. Gli operatori SCU vincitori del bando svolgono 25 ore di servizio settimanali percependo un rimborso spese mensile definito annualmente dalla Presidenza del Consiglio, occupandosi prevalentemente di trasporti sanitari e intraprendendo la carriera di Soccorritori che spesso si protrae ben oltre la prima annualità di Servizio Civile. Per molti, tale esperienza costituisce anche un trampolino di lancio per una futura professione in campo sanitario.

## Missioni di Protezione Civile
La Croce Bianca Genovese partecipa da sempre a missioni umanitarie in favore di popolazioni colpite da disastri o calamità naturali, prima ancora dell'esistenza della Protezione Civile.

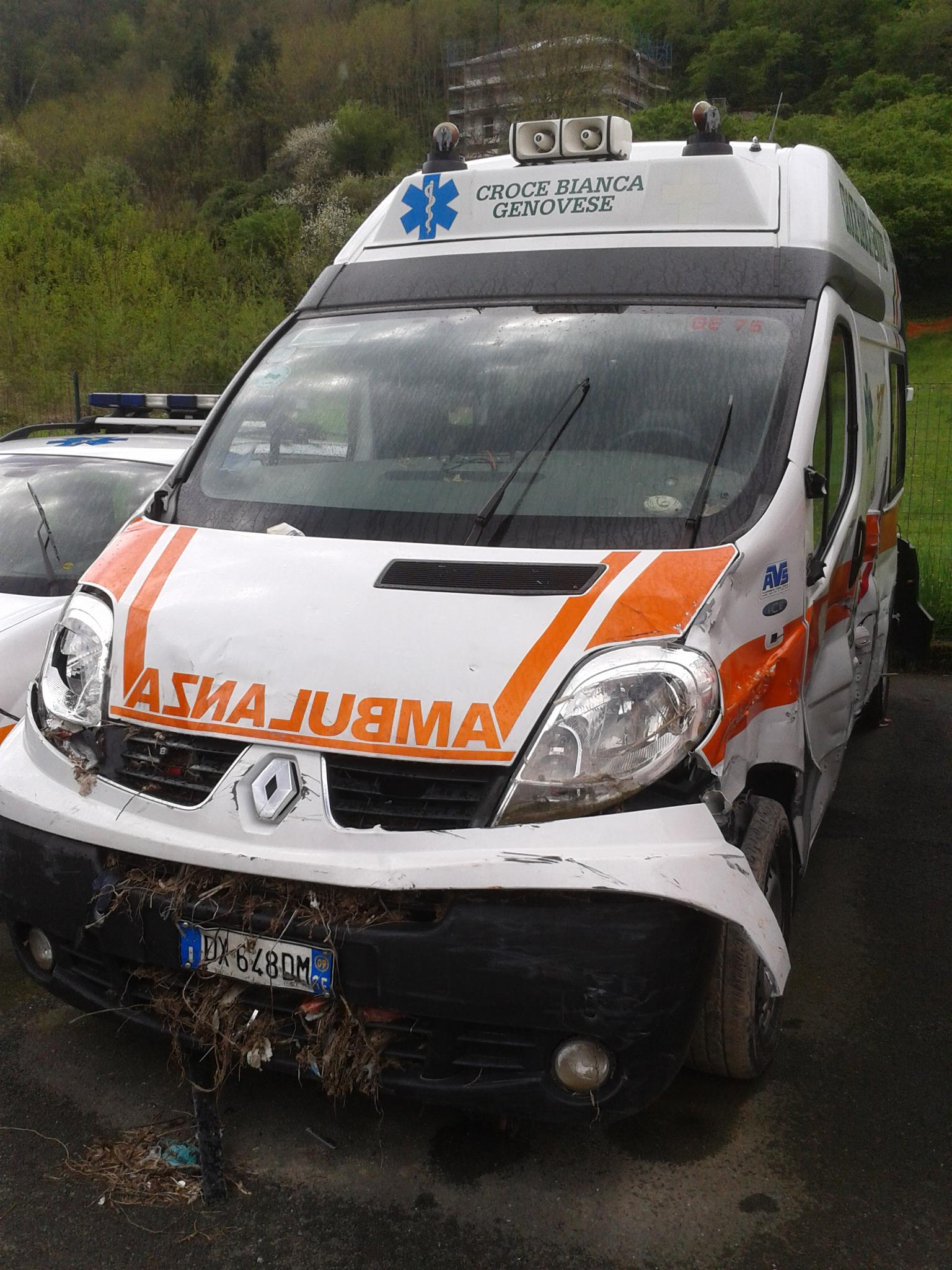
L'ambulanza 3-276 della Croce Bianca Genovese travolta dall'esondazione del torrente Fereggiano durante l'alluvione del 2011.

In particolare si ricordano i principali interventi:
- Nel 1976 una squadra composta dal solo autista si reca a soccorrere le popolazioni colpite dal terremoto in Friuli, con base a Gemona
- Nel 1980 due squadre si recano ad Avellino nel sisma che colpisce l’Irpinia presso il campo “Genova” con un Fiat 238 e un’Opel 2800
- Nel 1994 intervento di evacuazione dell’ospedale di Alessandria a seguito allagamento causato da alluvione nel Piemontese
- Il 26/9/1997 a causa del terremoto nel centro Italia (Umbria e Marche) intervengono più squadre con sede a Foligno
- Nel 1999 missione Arcobaleno in Albania causa guerra in Kosovo, due squadre in tempi diversi con sede a Durazzo
- Nel 2009, durante il terremoto a L’Aquila, la Croce Bianca Genovese è presente nel campo allestito da ANPAS nello stadio della città per supporto logistico alle popolazioni colpite
- Nel 2012, a seguito del terremoto in Emilia, presenti nel campo di Mirandola sempre allestito da ANPAS nazionale
- Nell’agosto del 2016, più squadre in periodi diversi si recano ad Amatrice (RI), colpita da un disastroso terremoto
- Nell’aprile 2022 due soccorritori, sempre sotto la bandiera di ANPAS nazionale, si recano al confine tra Slovacchia e Ucraina per assistenza a popolazioni sfollate nel campo di Vojani a causa dell’invasione russa
- Durante l’alluvione in Emilia-Romagna del maggio 2023, due operatori di Protezione Civile si recano presso la città di Forlì in aiuto alle popolazioni alluvionate
- La Croce Bianca Genovese è inoltre intervenuta in tutti gli eventi alluvionali che si sono verificati nella città di Genova, in particolar modo dal 2011 in poi. Nel corso dell'alluvione del 2011, il 4 novembre, l'esondazione del rio Fereggiano, nel quartiere di Marassi, trascina nella piena anche un'ambulanza della Croce Bianca Genovese, la 3-276, impegnata in un intervento di emergenza sanitaria verso il quartiere di Quezzi. Per fortuna gli occupanti riuscirono a mettersi in salvo prima di essere travolti. Nel corso dell'alluvione del 2014, a essere gravemente danneggiata fu l'Unità Soccorsi Speciali 3-271, un Land Rover Defender 4x4.
- A seguito del crollo del Viadotto Polcevera sull'autostrada A10, avvenuto il 14 agosto 2018, anche la Croce Bianca Genovese è stata impegnata tramite ANPAS nell'assistenza alla popolazione.[8]